# Águeda Lozano
Águeda Elizabeth Lozano Schmitt (1944, Cuauhtémoc, Chihuahua, México) es una artista plástica especializada en pintura y escultura abstracta mexicana. A partir de 1971 vive y trabaja en París, desde 2014 dirige el Espacio Cultural Águeda Lozano en México. Artista muy cercana al gobernador Javier Corral, fue nombrada por este, como Secretaria de Cultura el 4 de octubre de 2016, cargo en el que permaneció poco menos de un año.

## Trayectoria
Estudió en el Taller de Artes Plásticas en la Universidad Autónoma de Nuevo León en la ciudad de Monterrey entre 1960 y 1964. En la Ciudad de México (1968) no se identificó con los grupos de la llamada ruptura, ni con el nacionalismo mexicano; en 1971 viajó a París donde inició su desarrolló profesional como artista abstracta gracias al concurso para obtener un taller de la Cité Internacionale des Arts. La Galeríe du Haute Pavé  le ofreció su primera exposición individual en París y comenzó una prolífica participación en bienales y salones internacionales.
En 1975 es invitada por Fernando Gamboa para exponer en el Museo de Arte Moderno (México) que él dirigía. Después expuso en galerías como Estela Shapiro y Arte Núcleo. En 2006 se convirtió en la primera artista mexicana en tener una escultura en una plaza parisina en el barrio de las embajadas de París con la pieza Tierra de México en Tierra de Francia. Gracias a un concurso convocado por ambos países en el año1999, la propuesta de Águeda Lozano y la de Juan Soriano quedaron como finalistas, ganando el concurso la primera. La pieza se inauguró en 2006 como patrimonio de la ciudad, en la Plaza de México en el Distrito 16 de París. En 2013 recibe la Medalla Hautte Asamblée que otorga el senado a artistas extranjeros cuya trayectoria tenga impacto en Francia.
El 4 de octubre de 2016 asumió el cargo de secretaria de Cultura del Gobierno de Chihuahua por nombramiento del gobernador Javier Corral Jurado.

## Obra reciente
- A ti poeta (2012, México)
- Centinela Alada (2012, México)
- Passeur de reves (2012, Francia)
- Dos tiempos el mismo espacio (2010, México)
- Instantes simultáneos (2008)
- Tierra de México en Tierra de Francia (2006, Francia)